# La Grandière (canonnière 1921)
Pour les articles homonymes, voir La Grandière (navire).
Le La Grandière est une canonnière fluviale (française) ayant servi dans les forces navales d'Extrême-Orient (F.N.E.O.) entre les deux Guerres mondiales.
Il a repris le nom d'une canonnière précédemment déployée sur le Haut Mékong, et accidentellement disparue en 1910.

## Historique
Lancé en 1921 à Brest, le La Grandière est une unité de 29 mètres de long et 5 de large, et de 40 tonnes de déplacement.
Destiné au bief supérieur du Yangtsé, il est affecté à la flottille française opérant à partir de la base navale de Shanghai, et dont la mission est la protection des intérêts politiques, maritimes et commerciaux de la France.
Assurant dans cette période agitée de l'histoire de la Chine, déchirée entre factions rivales, la sauvegarde des vies et des biens des ressortissants nationaux la canonnière participe à huit combats.
En juillet 1937, lors du déclenchement de la guerre sino-japonaise, le La Grandière est en mission sur le Moyen-Fleuve. Il est rappelé à Shanghai en août 1937 où il est désarmé le 18 octobre 1937.
L'année suivante, il est démantelé à Saigon.